# Brams o la komedia de los herrores
Brams o la Komedia de los Herrores es una obra cómica de los actores Toni Albà y Sergi López. Se estrenó por primera vez en diciembre de 1986, en el Teatro Principal de Villanueva y Geltrú (Barcelona).
Dirigida y actuada por sus mismos autores. Parodia un par de Obras de Shakespeare, Enrique VIII, que de esta trata y La comedia de las equivocaciones, por el título.
Consiguió gran éxito del parte del público y la crítica, con más de 200 presentaciones en toda Cataluña. Fue aclamada en España y Francia por más de diez años. Se presenta la obra en tres idiomas: español, catalán y francés.

## Personajes
Los personajes de la obra se pueden clasificar en dos categorías, Visibles e Invisibles. 

### Personajes Visibles
Los visibles son aquellos interpretados por los actores de carne y hueso.
Enrique Sugrañes: Productor, director, primer actor y dueño del teatro donde se realizará la obra Enrique VIII.
Manuel Quedesea: Actor suplente que es el reemplazo de Romero como segundo actor. Se caracteriza por ser un personaje torpe.

### Personajes Invisibles
Los invisibles son aquellos que no aparecen ni hablan, el público no escucha su voz. Hablan mediante una conversación a través del personaje Enrique Sugrañes, quien a medida que ejecuta una especie de monólogo dirigido a un ser inexistente nos enteramos que piensan estos personajes invisibles.
Romero: Segundo actor de la obra. No se presenta a la obra por estar grabando una telenovela en Venezuela. Se puede saber de su existencia porque habla por teléfono con Sugrañes.
Xabi: Técnico en luces, sonidos y encargado de la impresión de afiches de la obra. Se sabe de su existencia porque Sugrañes constantemente discute con él acerca del guion, la música y otros temas. También cuando Sugrañes pareciese hablar sólo deja la duda si le habla a Xabi.
Señor Sufré: Es el encargado de escenografía, quien a dos días del estreno no la había comenzado. En las conversaciones con Sugrañes, donde se le hace referencia de la misma forma que a Xabi, se dice que es una persona muy sensible, es más se pone a llorar cuando cree que Sugrañes está enojado. En su primera aparición se le ve como un niño, y está jugando al escondite. “Sugrañes: (Tocando la pared) un, dos, tres, por el Señor Sufré que está detrás de la butaca”.

## Trama
La Historia comienza cuando Enrique Sugrañes, productor, director y primer actor de su propia compañía de teatro estrena en dos días la tragedia de Shakespeare, “Enrique VIII” con algunas modificaciones. La tan esperada subvención del FONDART no llegó, y su segundo y único actor de su elenco (además de él mismo), le comunica vía telefónica que no participará en la obra por tener estar grabando una teleserie en Venezuela, desvinculándose. Enrique al quedarse como único actor, y con la ayuda de técnicos y tramoyas incompetentes, decide contratar a un actor suplente de la academia de actores más cercana.
El actor Suplente, que es Manuel Quedesea, tiene que aprenderse toda la obra, pero en el proceso se descubre que es tanto o más inútil que el equipo de técnicos del teatro. Sugrañes se da cuenta de la torpeza del suplente, que logra que poco a poco pierda la paciencia, y se convierte en víctima de la situación en que se encuentra.
Manuel es un total incompetente, no es capaz de entender instrucciones simples tales como escoger un vestuario, en que parte debe salir a escena y que palabras decir, donde se hace repetitiva, mas no monótona las palabras “Febril” y “Salud Rey de Escocia”, una interacción que no logra completarse en el ensayo.
Finalmente pese a muchas adversidades llega el día del estreno que comienza en un caos, pero todo parece comenzar a iluminarse cuando Sugrañes dice su discurso terminando con el infame “Febril” y Manuel responde apareciendo en escena y arrodillándose: Salud Rey de Escocia. Pero esto no fue más que un suspiro de esperanza, puesto que el resto de la obra resultó un caos, terminando Sugrañes Inconsciente y Quedesea mezclando el final de la obra con el soliloquio de Hamlet.

## La intención de la obra
Brams o la Komedia de los Herrores es una visión irrisoria del mundo del teatro. Los actores y los directores se ríen de ellos mismos y de lo absurdo de su condición de trabajo. Toni Albà y Sergi López se inspiran de la realidad de una compañía de teatro y de las tensiones de un estreno para crear una situación teatral hilarante, un teatro dentro del teatro, que les permite mostrar mucho más allá de los personajes y su acontecer. En esta comedia los artistas invitan al público a ser testigos de su propia desdicha.

## Contexto de Creación
La obra fue creada bajo el eslogan: Hay que salvar a la humanidad de una depresión segura. En el año 1986 el mundo se encontraba en plena Guerra Fría, había dictaduras en Sudamérica, España había dejado de ser gobernada por el régimen de Franco poco más de una década y en 1980 hubo elecciones de parlamento en Cataluña tras la recuperación de la democracia.
En otras palabras, “Brams o la Komedia de los Herrores” fue creada para darle una sonrisa o una pequeña cosquilla a este mundo tan tristón.

## Impacto de la obra
La obra ha tenido bastante impacto en el mundo europeo, tanto así que no ha tenido problemas para mantener riendo a la gente después de tanto tiempo. Su impacto ha sido tan grande que ha habido planes de convertirla en un proyecto cinematográfico. El 20 de octubre de 2008 en el diario catalán El 9 Nou, se afirma que Simon Edwards, cineasta español, comenzaba a trabajar con Sergi López y Toni Albà para empezar un guion para realizar una película sobre “Brams” debido al éxito que tuvo. Está película supuestamente llegaría a los cines españoles a finales del año 2009.